# Пол ди Пастренго (Верона)
Пол ди Пастренго је насеље у Италији у округу Верона, региону Венето.
Према процени из 2011. у насељу је живело 35 становника. Насеље се налази на надморској висини од 102 м.